# Kaposhomok
Kaposhomok là một thị trấn thuộc hạt Somogy, Hungary. Thị trấn này có diện tích 11,48 km², dân số năm 2010 là 490 người, mật độ 43 người/km².